# لوکا زیدان
لوکا زیدان (انگلیسی: Luca Zidane؛ زادهٔ ۱۳ مهٔ ۱۹۹۸) بازیکن فوتبال اهل فرانسه است که در باشگاه فوتبال گرانادا بازی می‌کند.
از باشگاه‌هایی که در آن بازی کرده‌است می‌توان به باشگاه فوتبال رئال مادرید و باشگاه فوتبال راسینگ سانتاندر اشاره کرد.
وی همچنین در تیم‌های ملی فوتبال زیر ۱۶ سال فرانسه و زیر ۱۷ سال فرانسه و زیر ۱۸ سال فرانسه و زیر ۱۹ سال فرانسه و زیر ۲۰ سال فرانسه بازی کرده‌است. وی فرزند زین الدین زیدان است

## عملکرد باشگاهی

### رئال مادرید
در سال ۲۰۰۴ لوکا در سن ۶ سالگی به آکادمی رئال مادرید پیوست. اولین بازی حرفه ای خود را در فصل ۲۰۱۷–۲۰۱۸ در مقابل ویارئال انجام داد.

### راسینگ سانتاندر
لوکا در ۸ ژوئن ۲۰۱۹ با قراردادی قرضی به راسینگ سانتاندر پیوست.

### رایو وایکانو
در ۵ اکتبر ۲۰۲۰ وی با قراردادی به رایو وایکانو پیوست. قرارداد این بازیکن در تاریخ ۱ ژوئیه به پایان رسید.

### ایبار
در تاریخ ۱ سپتامبر ۲۰۲۲ لوکا زیدان به عنوان بازیکن آزاد به تیم ایبار در دسته دوم اسپانیا پیوست.